# Úžice (Mělník)
Úžice è un comune della Repubblica Ceca facente parte del distretto di Mělník, in Boemia Centrale.